# Val d'Hérémence
Le val d'Hérémence est une vallée de Suisse dans le district d'Hérens en Valais.
Traversé par la Dixence, il débouche sur le val d'Hérens à la hauteur d'Euseigne au sud-sud-ouest d'Hérémence. Il se termine par le lac des Dix formé par la retenue artificielle du barrage de la Grande-Dixence. La partie supérieure du val d'Hérémence s'appelle le val des Dix.
Avant la mise en eau des deux barrages successifs (celui des années 1930 a été noyé par la nouvelle retenue), le val s'étendait jusqu'au pied du mont Blanc de Cheilon (3 870 m).

## Villages et hameaux
- Euseigne (979 m)
- Hérémence (1 237 m)
- Mâche (1 279 m)
- Prolin (1 310 m)
- Riod (1 440 m)
- Pralong (1 608 m)
- Le Chargeur (au pied du barrage, 2 141 m)